# Tour des Flandres 1958
Le Tour des Flandres 1958 est la 42e édition du Tour des Flandres. La course a lieu le 30 mars 1958, avec un départ à Gand et une arrivée à Wetteren sur un parcours de 230 kilomètres. 
Le vainqueur final est le coureur belge Germain Derycke, qui s’impose au sprint à Wetteren. Le Belge Willy Truye et l'Italien Angelo Conterno complètent le podium. 

## Classement final
|    | Coureur         | Pays     | Équipe                | Temps           |
| -- | --------------- | -------- | --------------------- | --------------- |
| 1  | Germain Derycke | Belgique | Carpano               | 6 h 07 min 00 s |
| 2  | Willy Truye     | Belgique | Mercier-BP-Hutchinson | m. t.           |
| 3  | Angelo Conterno | Italie   | Carpano               | m. t.           |
| 4  | Armand Desmet   | Belgique | Groene Leeuw-Leopold  | m. t.           |
| 5  | Marcel Janssens | Belgique | Elve-Peugeot-Marvan   | m. t.           |
| 6  | Briek Schotte   | Belgique | Libertas-Dr.Mann      | m. t.           |
| 7  | Nino Defilippis | Italie   | Carpano               | m. t.           |
| 8  | Pino Cerami     | Belgique | Elve-Peugeot-Marvan   | m. t.           |
| 9  | Yvo Molenaers   | Belgique | Groene Leeuw-Leopold  | m. t.           |
| 10 | Fred de Bruyne  | Belgique | Carpano               | + 10 s          |